# Фатеев, Александр Васильевич
Александр Васильевич Фатеев (13.08.1897, Петербург — 15.06.1971, Ленинград) — советский учёный в области электрооборудования, доктор технических наук, профессор, заслуженный деятель науки и техники РСФСР.

## Биография
Сын духовного композитора В. А. Фатеева. После окончания Петришуле поступил в Петроградский электротехнический институт (1916). Во время гражданской войны служил в РККА. В 1924 г. окончил институт и был оставлен в ЛЭТИ для преподавательской работы.
В 1938 г. по совокупности научных публикаций присвоены учёная степень кандидата технических наук и звание доцента.
После начала Великой Отечественной войны оставался в блокадном Ленинграде, исполнял обязанности заведующего кафедрой электрооборудования промышленных предприятий и руководил работами по установке и обслуживанию электрооборудования кораблей Балтийского флота.
С 1945 г. заведующий кафедрой автоматики и телемеханики.
В 1953 г. защитил докторскую диссертацию, темой которой стал частотный метод анализа и синтеза систем автоматического регулирования. В том же году присвоено звание профессора
Область научных интересов — электропривод и автоматика.
Руководил научно-исследовательскими работами (НИР) по заказу различных ведомств, в том числе министерства обороны.
Скоропостижно умер от обширного инфаркта 15 июня 1971 года.

## Награды
Заслуженный деятель науки и техники РСФСР. Награждён орденами Ленина, Трудового Красного Знамени, медалями.

## Публикации
- Электрическое оборудование портовых механизмов [Текст] / А. В. Фатеев. — Ленинград ; Москва : Энергоиздат, 1934 (Л. : тип. «Кр. печатник»). — Обл., 261, [3] с. : ил.; 22х15 см.
- Основы линейной теории автоматического регулирования [Текст] : [Учеб. пособие для энергет. и электротехн. вузов и фак.]. — Москва ; Ленинград : Госэнергоиздат, 1954. — 296 с. : черт.; 22 см.
- Электрическое оборудование механизмов внутризаводского транспорта [Текст] : Утв. ГУУЗ НКТП в качестве учеб. пособия для электротехн. втузов / Инж. А. В. Фатеев. — Ленинград ; Москва : Онти. Глав. ред. энергетич. лит-ры, 1936 (Л. : тип. им. Евг. Соколовой). — Переплет, 299 с., 1 вкл. л. схем. : ил.; 23х16 см.
- Выбор рода тока для перегрузочных механизмов в портах [Текст] : [На правах рукописи] / Инж. А. В. Фатеев ; Наркомвод СССР. ЦНИВТ. — Ленинград : ЦНИВТ, 1934. — 137 с. : ил.; 26 см. — (Труды…/ ЦНИВТ. Центр. науч. исслед. ин-т водного транспорта; Вып. 105).
- Корабельные электрические приводы [Текст] / А. В. Фатеев; Воен.-мор. акад. им. Ворошилова, Кафедра электрооборудования кораблей. — Москва ; Ленинград : Гос. воен. морское изд., 1940 (Ленинград). — 2 т.; 23 см.
- Сборник примеров и задач по теории электрического привода [Текст] : Утв. ГУУЗ НКЭП в качестве учеб. пособия для энергет. втузов / А. В. Фатеев, Б. И. Нориевский; Под ред. проф. С. А. Ринкевича. — 2-е изд., перер. — Москва ; Ленинград : ГОНТИ, Ред. энергет. лит-ры, 1939 (Ленинград). — 224 с. : черт., граф.; 23 см.
- Сборник примеров и задач по теории электрического привода [Текст] : [Учеб. пособие для электротехн. вузов и фак.] / А. В. Фатеев, Б. И. Норневич ; Под ред. проф. С. А. Ринкевича. — 3-е изд., перераб. — Ленинград ; Москва : Госэнергоиздат, 1951. — 312 с. : черт.; 23 см.

## Семья
Отец — Василий Александрович Фатеев (1868—1942), русский композитор, последний регент Казанского собора Санкт-Петербурга.